# Ochrochernes tenggerianus
Ochrochernes tenggerianus är en spindeldjursart som först beskrevs av Edvard Ellingsen 1910.  Ochrochernes tenggerianus ingår i släktet Ochrochernes och familjen blindklokrypare. Inga underarter finns listade i Catalogue of Life.